# Грузинский военный контингент в Косово
Грузинский военный контингент в Косово — созданное в 1998 году подразделение грузинских сухопутных войск в составе сил НАТО для поддержания мира и обеспечения порядка в Косово. Было расформировано в 2008 году. Участие грузинской армии создало первый прецедент в истории независимой Грузии, когда страна участвовала в миротворческих операциях.

## Контингент
В составе контингента состояло 34 спецназовца, находившихся в Косово до 2003 года в составе турецкого миротворческого контингента в Мамуше. С 2003 года по 2008 год находилось 150 грузинских солдат в составе германского миротворческого контингента в Призрене.
Грузия вывела миротворческий контингент в 2008 году по причине подготовки к развёртыванию следующего контингента в Афганистане.